# Germán Ayala
Germán Ayala Rodríguez (* 30. ledna 1994 Ciudad de México) je mexický zápasník – judista.

## Sportovní kariéra
S judem začínal v 6 letech v rodném Ciudad de México pod vedením svého otce Germána. Vrcholově se připravoval v Ciudad de México ve sportovním tréninkovém centru CONADE pod vedením kubánských a mexických trenérů. V mexické mužské reprezentaci se pohyboval od roku 2012 v polostřední váze do 81 kg. V roce 2016 se na olympijské hry v Riu nekvalifikoval. Od roku 2017 ho v reprezentaci v polostřední váze nahradil mladší bratr Samuel.

## Výsledky
| Turnaj                  | 2009             | 2010             | 2011             | 2012             | 2013             | 2014             |
| Turnaj                  | 15               | 16               | 17               | 18               | 19               | 20               |
| Turnaj                  | polostřední váha | polostřední váha | polostřední váha | polostřední váha | polostřední váha | polostřední váha |
| ----------------------- | ---------------- | ---------------- | ---------------- | ---------------- | ---------------- | ---------------- |
| Olympijské hry          |                  |                  |                  | —                |                  |                  |
| Mistrovství světa       | —                | —                | —                |                  | —                | úč.              |
| Panamerické hry         |                  |                  | —                |                  |                  |                  |
| Panamerické mistrovství | —                | —                | —                | úč.              | —                | úč.              |
| Středoamerické a k. hry |                  | —                |                  |                  |                  | 5.               |
| MS juniorů              | —                | —                | —                |                  | úč.              | úč.              |
| MS dorostenců           | úč.              |                  |                  |                  |                  |                  |